# Kostel Narození Panny Marie (Doksany)
Kostel Narození Panny Marie v Doksanech je bývalý klášterní kostel premonstrátek s unikátní románskou kryptou, v níž byla pohřbena zakladatelka kláštera, česká kněžna Gertruda Babenberská, manželka Vladislava II. Nachází se v Doksanech v okrese Litoměřice v Ústeckém kraji a je od roku 1964 chráněn spolu s celým rozlehlým komplexem budov doksanského kláštera jako kulturní památka České republiky.

## Historie
V klášteře byly vychovávány dcery z významných šlechtických rodů, mezi nimiž byla i sv. Anežka Česká. Svatyně je původně románskou bazilikou z doby kolem roku 1200, která byla v letech 1710–1720 patrně Thomasem Haffeneckerem přestavěna. V roce 1718 se díky novým omítkám změnil vnější vhled kostela, ale také v této době byla vztyčena kupole nad křížením a vystavěna věž ve východním závěru. Při stavbě kupole byl jménem uveden Tomáš Haffenecker. Doplňkovou štukovou dekoraci provedl roku 1720 Rochus Bayer a fresky na starozákonní témata namaloval v letech 1720–1732 Jan Hiebel. V roce 1774 doplnil kostel oltářní architekturou mramorář František Lauermann, který zhotovil i další oltáře roku 1777, kdy Ludvík Kohl současně dodal do kostela obrazy.

### Program záchrany architektonického dědictví
V rámci Programu záchrany architektonického dědictví bylo v letech 1995–2014 na opravu památky čerpáno 6 700 000 Kč.
| rok    | 1996  | 1997  | 1998  | 1999  |
| ------ | ----- | ----- | ----- | ----- |
| částka | 1 800 | 1 100 | 2 800 | 1 000 |

## Architektura

### Exteriér
Jedná se o trojlodní baziliku s příčnou lodí s přilehlými kaplemi. V západním průčelí jsou dvě čtyřboké věže, které byly zvýšené v roce 1729. Při závěru obdélného presbytáře se nachází další věž z roku 1718. V západní části stavby pod terénem je románská krypta. Nad křížením hlavní a příčné lodi je barokní kupole. V čelech příčné lodi jsou románské apsidy. Mezi příčnou lodí a presbytářem jsou malé kaple s dalšími apsidami.

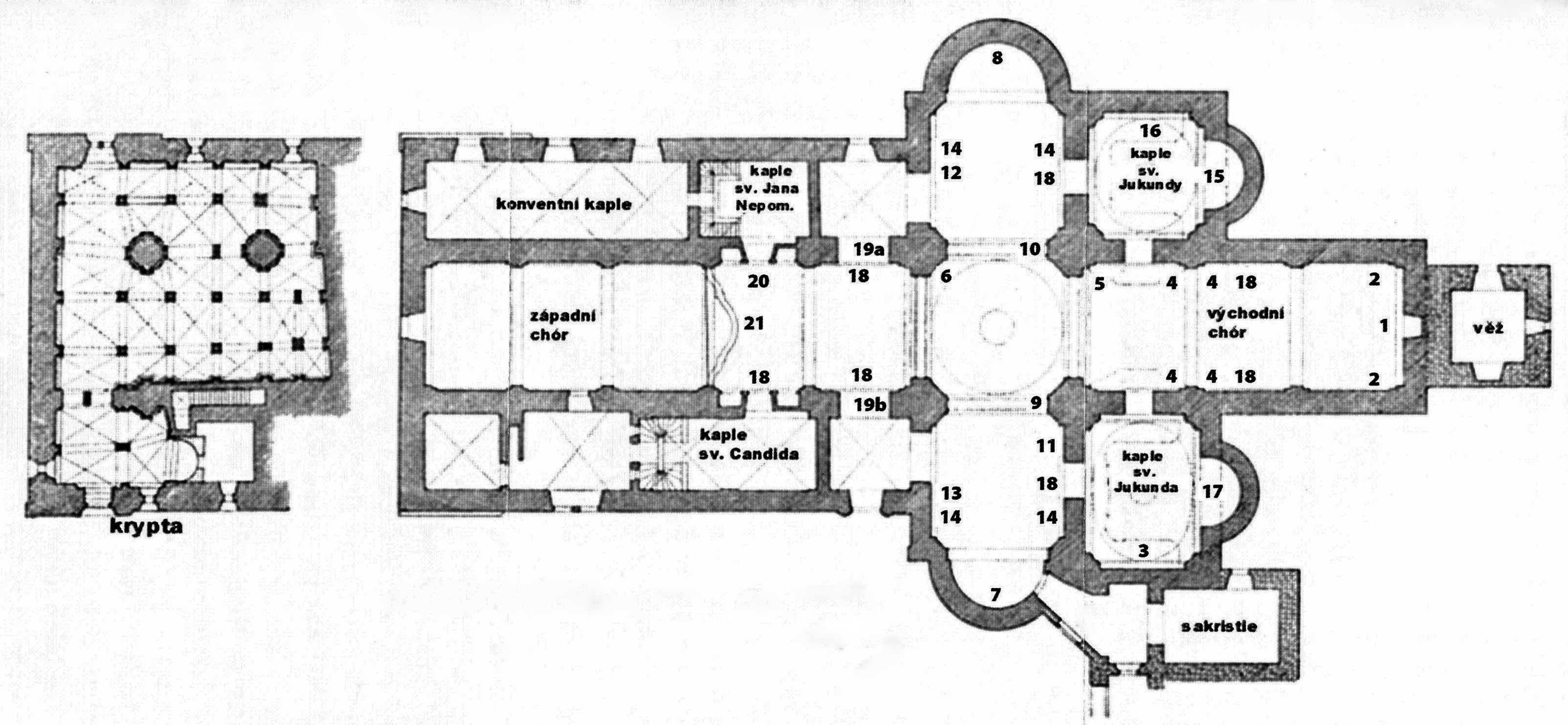
Půdorys kostela a krypty

V románské kryptě z počátku 13. století, která byla renovována v roce 1889, jsou čtyři řady románských sloupků a pilířků s válcovitými, polygonálními i zdvojenými dříky a hlavicemi různých tvarů, dva svazkové pilíře, původní křížové klenby mezi kamenným půlkruhovými pásy a schodiště v síle zdi. Nad kryptou je umístěn kůr, původně empora konventu premonstrátek, která je přístupná právě schodištěm v tloušťce zdiva. Tak jako to bylo i v jiných klášterech, i doksanské sestry se musely usilovně bránit kontaktu s laickým světem, což se jim v běžném dni umožňovalo pouze separovanou tribunou. Kostel si zachoval románskou dispozici. Uvnitř mezi hlavní a jižní lodí je románský pilíř, zevně a jižní apsidě příčné lodi je románské okénko. Na severní apsidě zbytek románských vysokých slepých arkád a vedle do severní boční lodi románský portál s akantovým ornamentem v profilované archivoltě a se zbytky sloupků v ústupkovém ostění.
Naproti do jižní lodi vede barokní kamenný portál bohatých tvarů s oválným oknem v supraportě. V jižní kapli u kruchty je dvouramenné barokní schodiště s balustrovým zábradlím. Na klenbě je fresková malba ze 16. století.

### Interiér
Vnitřek kostela je barokně upraven. Jsou zde vysoké pilastry a četné štukové doplňky od R. Bayera z roku 1720. Na valené klenbě s lunetami mezi pásy jsou štukové rámy s freskami J. Hiebela z období kolem roku 1721–1722. V presbytáři a v lodi se nacházejí postavy a výjevy ze Starého zákona, jako je např. Ruth s klasem, David a kmen Jesse, nebo Šalomoun s chrámem Páně. V kupoli je vymalovaný výjev Zvěstování sv. Jáchymovi a sv. Anně Bohem Otcem s anděly. Ve výsečích hlavní lodi jsou výjevy z Mariánské legendy. V příčné lodi jsou vymalovány perspektivní pohledy do iluzívních kupolí. V kaplích při presbytáři je vymalována oslava sv. Jukunda a sv. Jukundy. V severní boční lodi je zobrazena Loď na moři s Ježíškem a v jižní boční lodi je vymalována Panna Maria v oblacích. V kaplích při kruchtě je Oslava sv. Jana Nepomuckého a Oslava Panny Marie. Kruchta a empory v chóru i v příčné lodi mají zvlněné poprsníky se štukovými ornamenty a dřevěné mříže velmi bohatě řezané s plastickými doplňky.

### Vybavení
V čele presbytáře se nachází barokní hlavní oltář se sochařskou výzdobou od Františka Preisse z roku 1703. Jedná se o mohutnou portálovou architekturu se dvěma bočními průchody, čtyřmi sloupy a velikými sochami sv. Víta, sv. Augustina, sv. Norberta a sv. Václava. V horní části se nacházejí další plastiky: sv. Vojtěch, sv. Bruno, andělé a zobrazení Nejsvětější Trojice. Titulní obraz Narození Panny Marie a oválný obraz Nanebevzetí Panny Marie v nástavci jsou dílem Petra Brandla a byly objednány zřejmě proboštem Brunem Kunovským roku 1703. Po stranách oltáře jsou dva barokní dřevěné reliéfy Nesení kříže a Ukřižovaný pocházející ze 17. století. Nad reliéfy se nacházejí další dva Brandlovy obrazy z roku 1707: Obláčka sv. Norberta a Sv. Norbert dostává od sv. Augustina řádová pravidla. Pontifikální barokní křeslo s řezanými nohami pochází z období kolem roku 1720–1730. Šest chórových lavic, z toho dvě třísedadlové a čtyři dvousedadlové jsou barokní s letopočtem 1723. Jsou bohatě řezané s pilastry, vázami, anděly a ornamentem akantu s pentlí. Barokní tepané mříže z 1. poloviny 18. století jsou opatřené akantem a páskou. V hlavní lodi se nachází barokní kazatelna z období kolem rok 1720–1730. Řečniště s točenými sloupky je doplněno plastikami andílků a řezbami akantu s pentlí. Křtitelnice je kamenná s profilovaným balustrovým dříkem a mušlovitou nádrží. Na dřevěném víku se nacházejí festony, voluty a byla zde plastika sv. Jana Křtitele. Cínová mísa křtitelnice nese letopočet 1788.

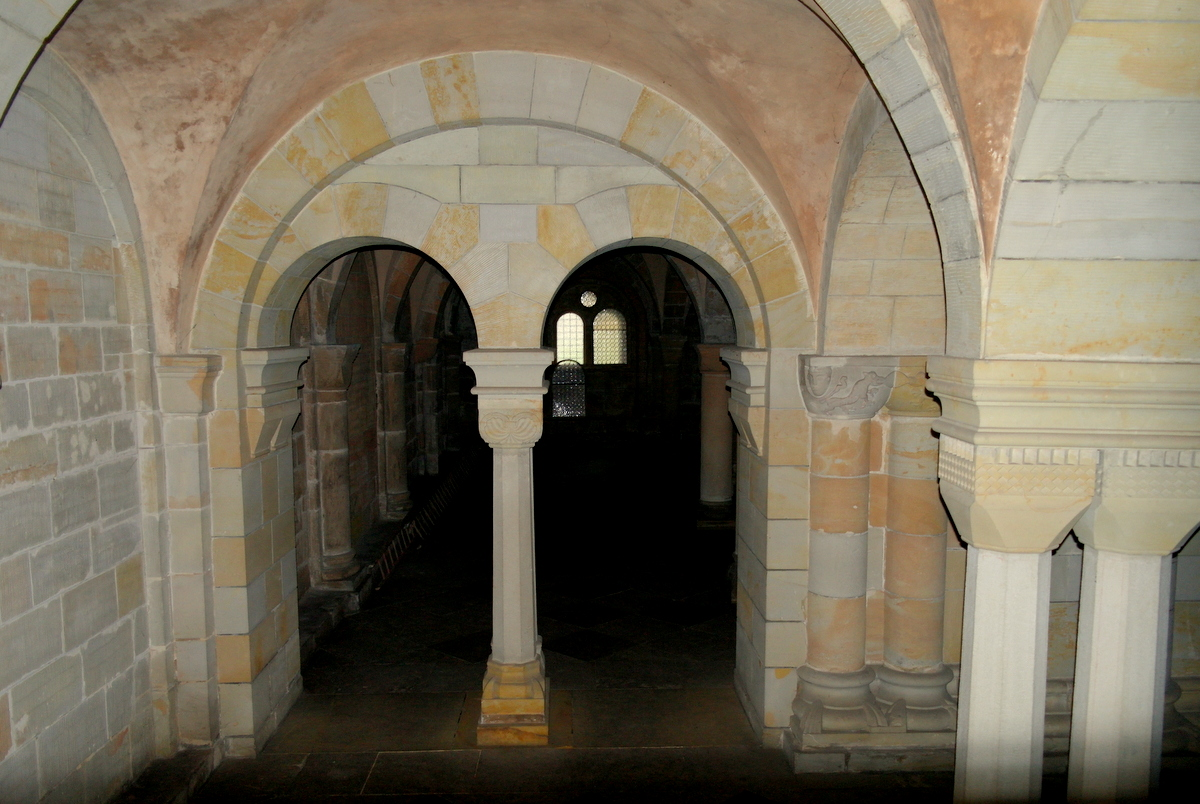
Vstup do románské krypty

V příčné lodi při triumfálním oblouku jsou dva pozdně barokní oltáře z roku 1774 zasvěcené sv. Vavřinci a sv. Josefovi od F. Lauermanna. Oba jsou portikového typu se dvěma sloupky a čtyřmi pilastry. U každého jsou dvě dvojice zlacených řezeb od sochaře z okruhu Jana A. Quitainera: sv. Gertruda a bl. Bronislava, a sv. Heřman Josef a sv. Bohumír. Oba titulní obrazy: Upálení sv. Vavřince a Sen sv. Josefa jsou dílem L. Kohla z let 1773 a 1771. Původně se na oltářích nacházely plátna P. Brandla, umístěné dnes obrazárně Strahovského kláštera. Na oltáři sv. Josefa dole se nachází ještě malý obraz Madony na dřevěné destičce z roku 1711. V apsidách příčné lodi jsou dva oltáře zasvěcené sv. Norbertu a sv. Augustinovi. Jsou pozdně barokní z roku 1777, a jsou dílem F. Leuermanna. Oba oltáře jsou portikového typu, stejně jako předešlé, se zlacenými sochami sv. Kateřiny, sv. Barbory, sv. Markéty a sv. Ludmily, a s plastikami andělů. Nad titulními obrazy z roku 1708 od Jana Kryštofa Lišky jsou v nástavcích ještě další obrazy sv. Mikuláše a sv. Vojtěcha.
Na západních stěnách příčné lodi jsou dva barokní epitafy z roku 1729 s obelisky pod baldachýny a s plastikami. V severním křídle je postava biskupa Jindřicha Břetislava s andílkem, v jižním křídle kněžny Gertrudy s poprsím sv. Ludmily. Naproti na východních stěnách příčné lodi jsou barokní štukové kartuše z roku 1721 se znaky probošta a konventu. Po jejich stranách jsou vždy dvě polychromované, zlacené a stříbřené sochy církevních otců. Mřížové dveře v jižním a severním křídle příčné lodi jsou barokní z 1. třetiny 18. století. V apsidách jsou malované mřížové dveře s letopočtem 1777. V bočních kaplích po stranách presbytáře je po dvou barokních oltářích ze 2. čtvrtiny 18. století. V každé kapli je jeden oltář hlavní, který má točité sloupky s plastickými doplňky, a jeden boční oltář s pilastrovou edikulou. V jižní kapli se nacházejí ostatky sv. Jukunda ve skleněné rakvi s chronogramem 1733 a gotická dřevěná polychromovaná plastika Madony s dítětem z počátku 15. století. Po roce 1711 byla přestěhována do hřbitovního kostela sv. Petra a Pavla, ale v období přelomu 20. a 21. století se vrátila náhradou za ukradenou Madonu doksanskou. V severní kapli jsou ostatky sedící sv. Jukundy z 18. století. U centrálního oltáře jsou dvě bílé barokní sochy infulovaných světců. Na západních pilířích visí polychromované sochy Krista na kříži a sv. Dismase. Jedná se o barokní díla z 1. poloviny 18. století. Před sakristií je románský kamenný krakorec s motivem lví hlavy a část románské palmetové hlavice. V sakristii je zčásti vykládaná barokní skříň na liturgická roucha z 18. století. Na klenbě v sakristii je fresková malba sv. Norberta, signovaná „Hiebel pinx. 1732“. Na stěnách lodi, presbytáře i příčné lodi je celkem devět barokních obrazů ze života sv. Norberta z 18. století převážně od Václava J. Noseckého. Dalších 37 obrazů různých námětů a úrovně, většinou barokních ze 17.–18. století, byly přivezeny ze Strahovského kláštera.
Čtyři barokní zpovědnice jsou trojosé. Dvě z nich jsou s plastikami sv. Petra a sv. Marie Magdalény z počátku 18. století. Druhé dvě zpovědnice s letopočtem 1708 jsou s plastikami Ztraceného (marnotratného) syna a podobným kajícím motivem. Na kruchtě jsou barokní varhany z 1. poloviny 18. století s velmi bohatými řezbami a plastickými doplňky. Barokní lavice s oddělenými sedadly pocházejí z 1. poloviny 18. století. Jsou bohatě řezané.

## Galerie

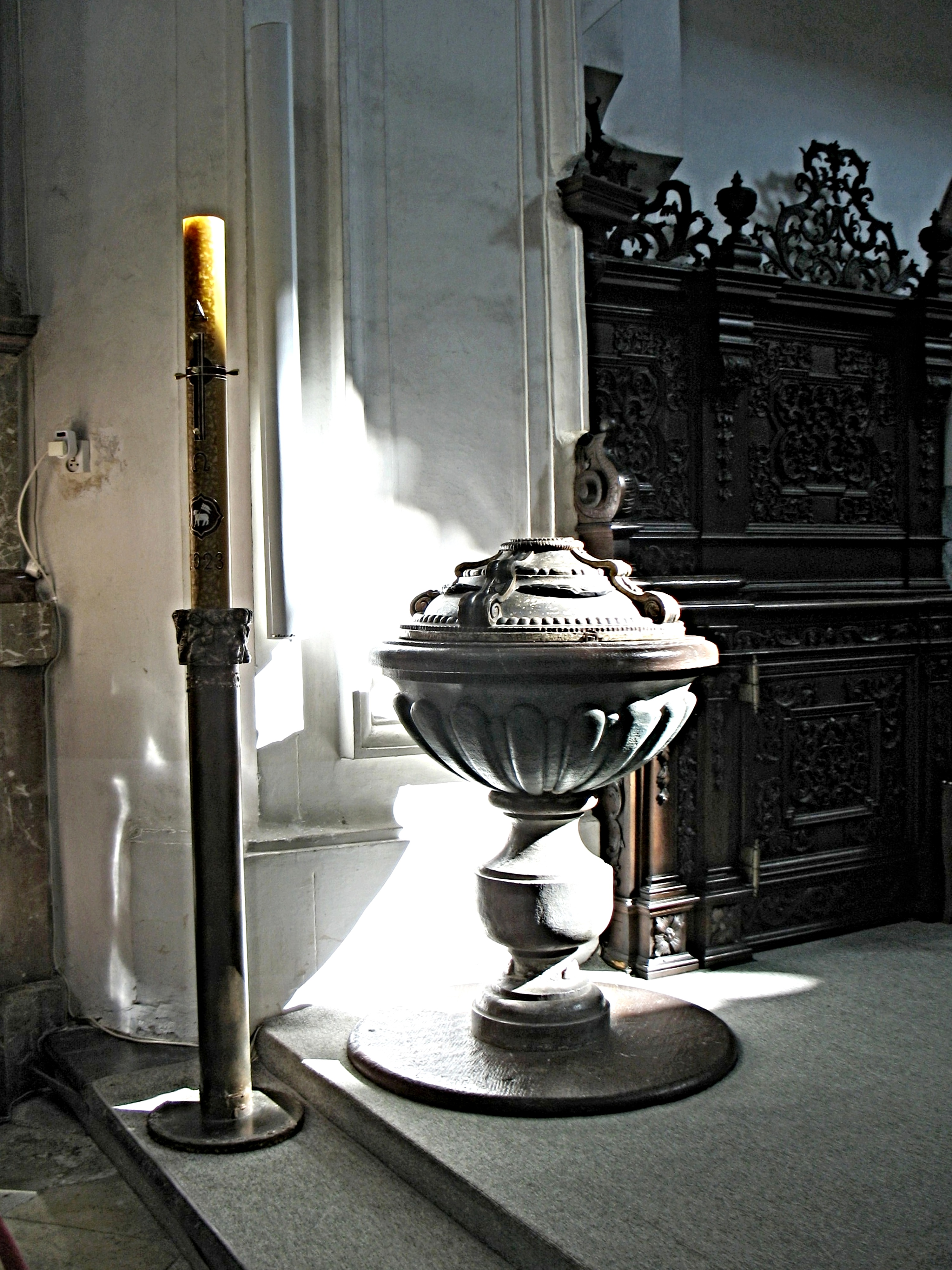
Barokní křtitelnice
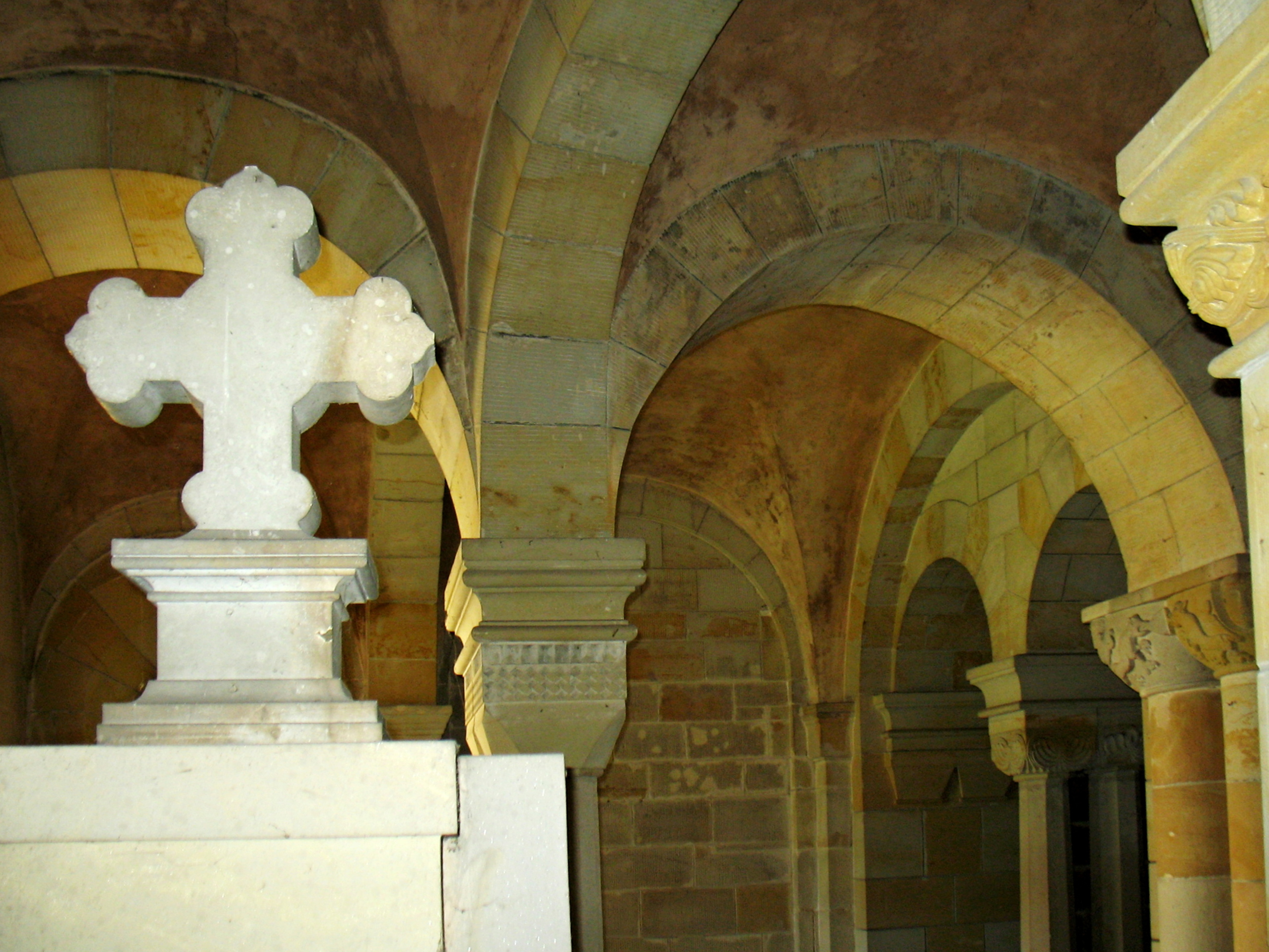
Interiér krypty
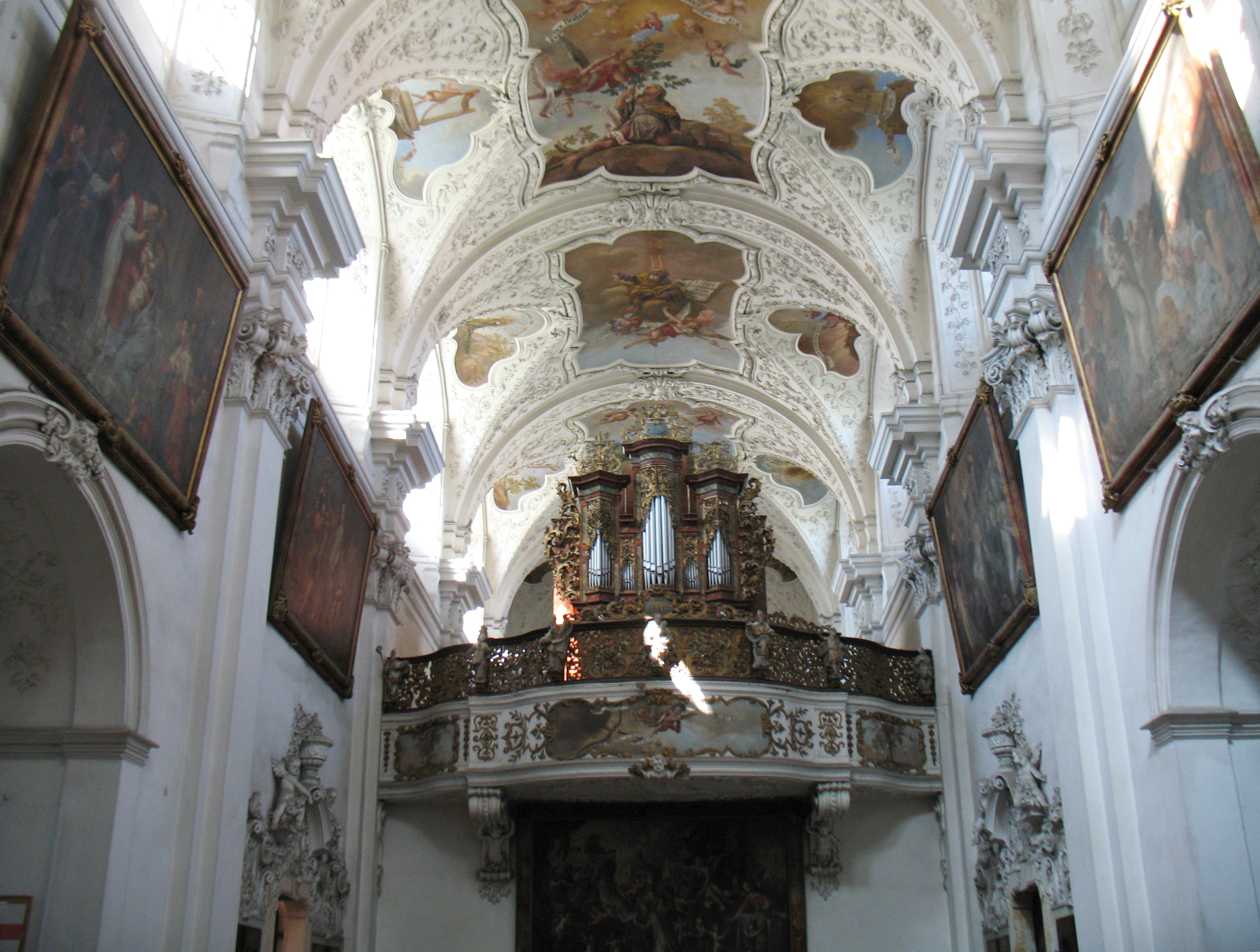
Nové varhany v původní barokní skříni
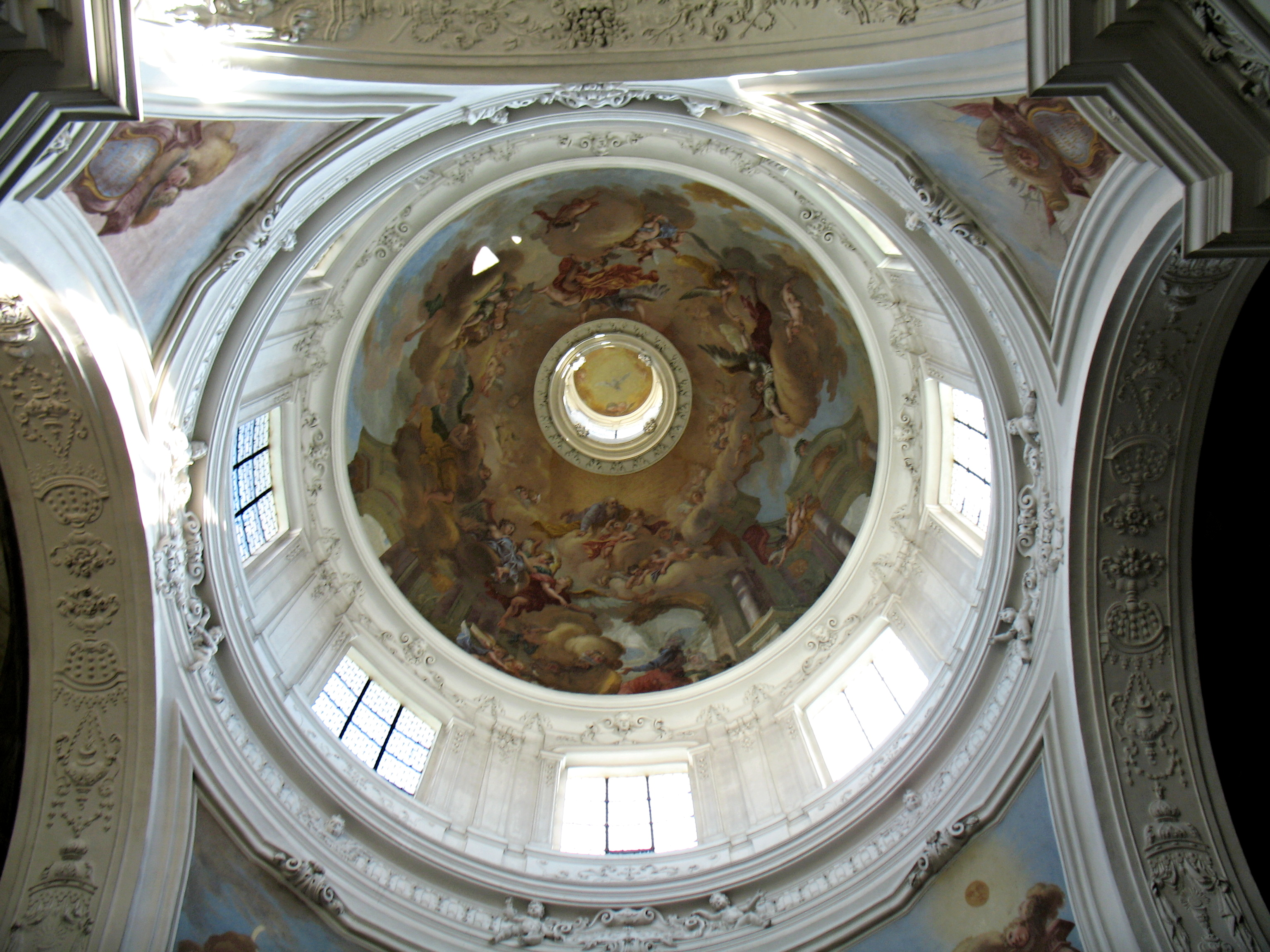
Výzdoba kopule
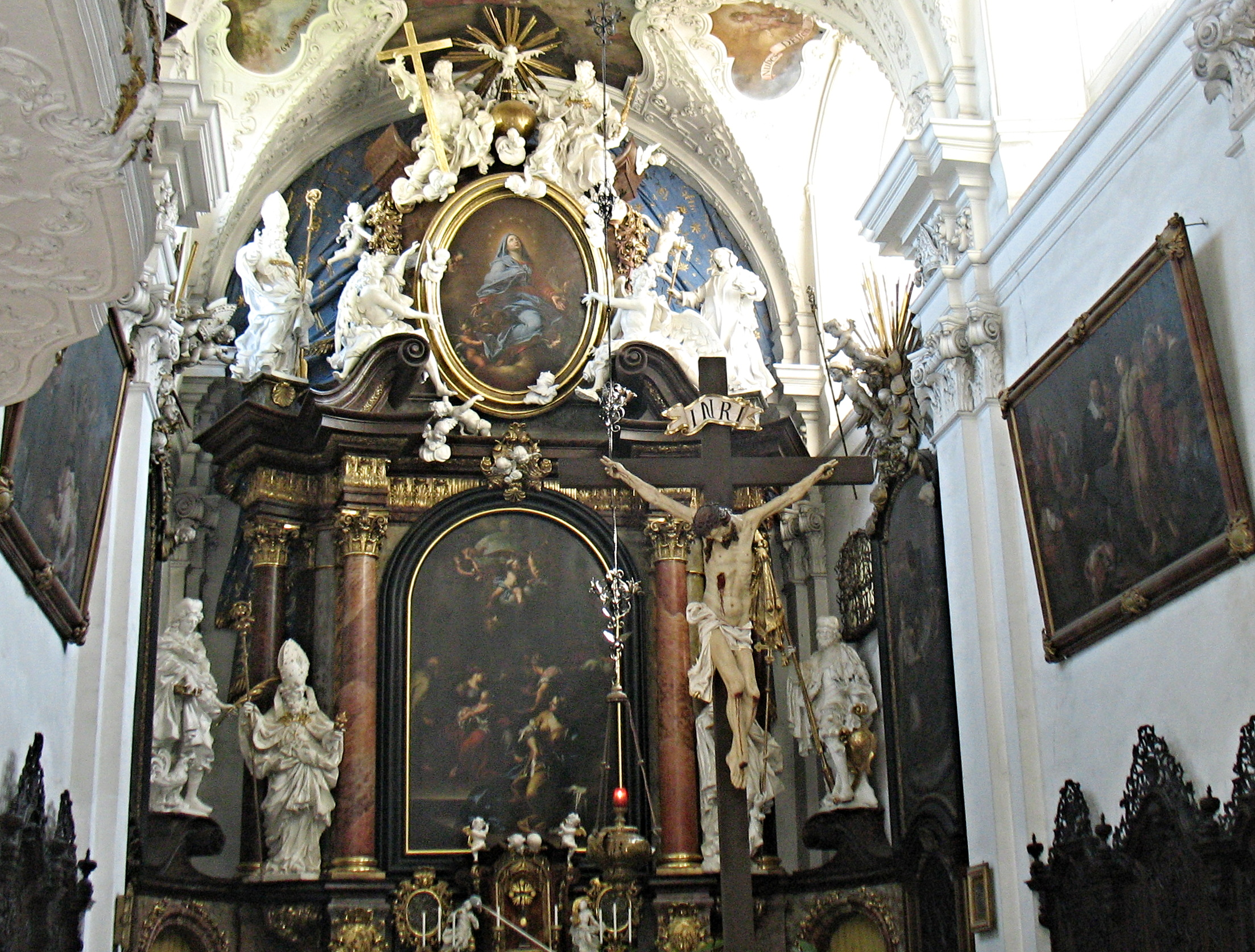
Obrazy Petra Brandla na hlavním oltáři
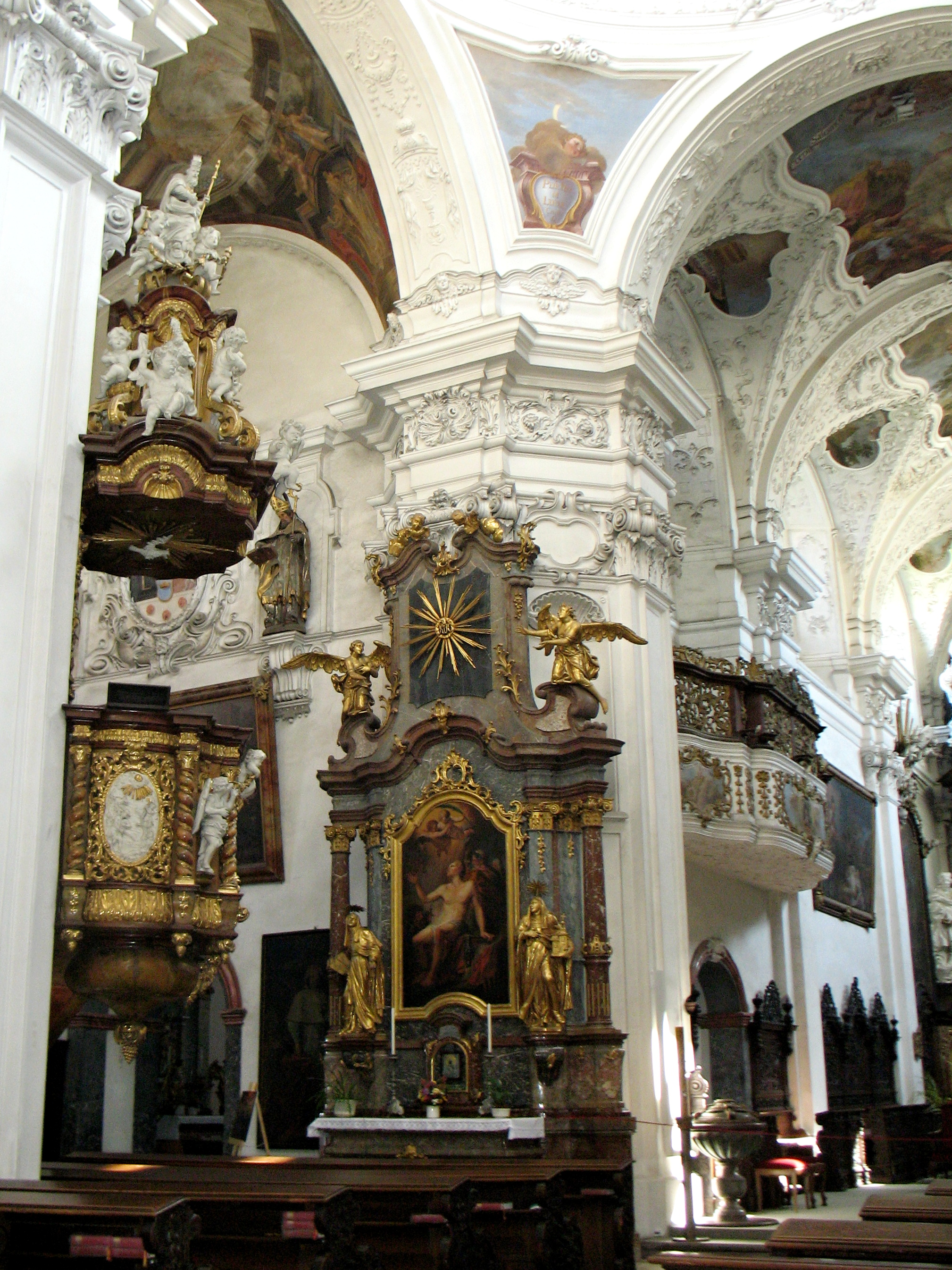
Kazatelna a postranní oltář